# فيليبي لوبيز (كرة سلة)
فيليبي لوبيز مواليد 19 ديسمبر 1974 في سانتياغو، جمهورية الدومينيكان، هو لاعب كرة سلة دومينيكي سابق بدأ مسيرته الاحترافية في سنة 1998 وحمل الرقم 13. يبلغ طوله 6 قدم 5 بوصة (2.0 م). اعتزل اللعب في 2002.

## روابط خارجية
- فيليبي لوبيز على موقع الاتحاد الدولي لكرة السلة (الإنجليزية)
- فيليبي لوبيز على موقع سبورتس رفرنس (الإنجليزية)
- فيليبي لوبيز على موقع كرة السلة الأوروبية.كوم (الإنجليزية)
- فيليبي لوبيز على موقع كلية كرة السلة في سبورتس رفرنس.كوم (الإنجليزية)
- فيليبي لوبيز على موقع ريلجم (الإنجليزية)
- فيليبي لوبيز على موقع بروبوليرز (الإنجليزية)